# Boks na Letnich Igrzyskach Olimpijskich Młodzieży 2014
Boks na Letnich Igrzyskach Olimpijskich Młodzieży 2014 − 2. edycja młodzieżowych igrzysk olimpijskich. Rywalizacja miała miejsce w chińskim mieście Nankin, w hali Expo Centre. Zawodnicy rywalizowali w dziesięciu kategoriach wagowych. Walki na turnieju trwały od 23 do 27 sierpnia 2014 roku.

## Medaliści
| Kategoria wagowa                | Złoto                 | Srebro             | Brąz               |
| Waga papierowa (- 49 kg.)       | Rüfət Hüseynov        | Sulaymon Latipov   | Subaru Murata      |
| Waga musza (- 52 kg.)           | Shakur Stevenson      | Lü Ping            | Muhammad Ali       |
| Waga kogucia (- 56 kg.)         | Javier Ibáñez         | Duszko Błagowestow | Peter McGrail      |
| Waga lekka (- 60 kg.)           | Abyłajchan Żüsypow    | Alayn Limonta      | Richárd Könnyű     |
| Waga lekkopółśrednia (- 64 kg.) | Vincenzo Arecchia     | Toshihiro Suzuki   | Adem Avcı          |
| Waga półśrednia (- 69 kg.)      | Bektemir Meliqoʻziyev | Juan Solano        | Vincenzo Lizzi     |
| Waga średnia (- 75 kg.)         | Ramil Hadżijew        | Dmitrij Niestierow | Luka Plantić       |
| Waga półciężka (- 81 kg.)       | Błagoj Najdenow       | Wadim Kazakow      | Narek Manasjan     |
| Waga ciężka (- 91 kg.)          | Yordan Hernández      | Toni Filipi        | Michael Gallagher  |
| Waga superciężka (+ 91 kg.)     | Peter Kadiru          | Darmani Rock       | Marat Kierimchanow |